# Ba Jin
Dans ce nom chinois, le nom de famille, Ba, précède le nom personnel.
Pour les articles homonymes, voir Ba (nom de famille).
Ba Jin (chinois 巴金, pinyin bā jīn, EFEO Pa Kin, Wade-Giles Pa Chin), ou Li Feigan (李芾甘) de son nom social, né le 25 novembre 1904 à Chengdu, province du Sichuan, et mort le 17 octobre 2005 à Shanghai, est le nom de plume de l'écrivain chinois Li Yaotang (李尧棠), président du PEN club chinois. Son séjour en France (1927-1928), à Château-Thierry a marqué sa carrière littéraire. Ba Jin a aussi été un espérantophone et anarchiste convaincu. Le romantisme de ses personnages, mêlé à l'attrait pour la révolution, ont marqué la jeunesse de son époque. Famille (家), roman autobiographique, est l'une de ses œuvres importantes.

## Biographie

### Enfance
Li Yaotang naît le 25 novembre 1904 à Chengdu (Sichuan) dans une famille aisée de mandarins de laquelle il reçoit une éducation confucéenne classique,. Vers l'âge de dix ans, il devient orphelin, perdant successivement sa mère en 1914, et son père en 1917.
À l'adolescence, il lit encore des ouvrages classiques comme Le Rêve dans le pavillon rouge. Puis, marqué par une enfance malheureuse dans son milieu, il s'ouvre vers 1920 aux revues porteuses des idées nouvelles de l'époque, telle Nouvelle Jeunesse, et participe aux mouvements de manifestations faisant suite au mouvement du 4 Mai,. Il finit ainsi par découvrir l'anarchisme au travers notamment des écrits de Kropotkine et de Leopold Kampf. En 1921, il publie son premier article dans une petite revue anarchiste de Chengdu : « Comment fonder une société véritablement libre et égalitaire » (Banyue [La Quinzaine]).

### Études
À partir de 1923, alors que Ba Jin part poursuivre ses études à Nankin puis Shanghai, il entame une correspondance épistolaire avec Emma Goldman (dont il dira qu'elle est sa « mère spirituelle »). Il perfectionne son anglais, langue qu'il avait commencé à apprendre chez lui, avec un répétiteur. Il se met également, l'année suivante, à l’espéranto. Il collabore alors à diverses revues anarchistes, par des articles originaux et des traductions.
En 1927, il se rend en France à ses frais pour y poursuivre des études de sciences économiques — qu'il n'entamera même pas — et apprendre le français. Il séjourne à Paris — où il sera mêlé, mais de loin, au débat organisationnel qui agite alors sur place les milieux anarchistes —, et plus longuement à Château-Thierry,. Ba Jin profite de ce qu'il est en France pour correspondre avec de nombreux anarchistes de par le monde : Emma Goldman, Alexander Berkman ou encore Max Nettlau. C'est en France, aussi, qu'il apprend l'exécution de Sacco et Vanzetti — Vanzetti, qui fut un de ses correspondants étrangers, du fond de sa prison aux États-Unis, et en qui il verra un « maître ». C'est en France, enfin, qu'il écrit son premier roman, Destruction (Miewang, 1928), qui paraîtra en Chine au moment où il rentre au pays et pour lequel il s'invente le pseudonyme de Ba Jin (pseudonyme dont il a démenti à plusieurs reprises qu'il fasse, pour le premier caractère, référence à Bakounine). Et c'est le succès inespéré que rencontre ce roman qui l'incitera, presque malgré lui, à embrasser la carrière des lettres.

### Écrivain
En un peu plus de vingt ans, jusqu'en 1949, Ba Jin publiera une vingtaine de romans — parmi lesquels les trois qui forment la trilogie dite du « Torrent » : Famille (Jia, 1933), Printemps (Chun, 1938), Automne (Qiu, 1940) —, et une quinzaine de recueils de nouvelles. Et il se livrera parallèlement à un intense travail de traduction — notamment pour l'édition des Œuvres complètes de Kropotkine (Kelupaotejin quanji). En 1930, il publie le seul véritable ouvrage de théorie qu'on lui connaisse, Du capitalisme à l'anarchisme (Cong zibenzhuyi dao annaqizhuyi), lequel n'est en réalité qu'un démarquage du livre de Berkman, paru en 1929, dont deux versions ont paru simultanément : What is Communist Anarchism ? et Now and After : The ABC of Communist Anarchism.
En 1934 et 1935, il vit au Japon.

### Engagement et propagande
En 1937, lorsque les Japonais envahissent la Chine, Ba Jin quitte Shanghai pour Guilin, puis Chongqing, avant de revenir à Shanghai. Il prend part à l’opposition intellectuelle à l’occupant japonais et devient un des dirigeants de l’Association de résistance à l’ennemi des milieux littéraires et artistiques de toute la Chine (mars 1938.) Il consacre aussi beaucoup de son temps et de son énergie à informer ses compatriotes de la situation en Espagne au même moment, notamment par une série de brochures qui seront éditées par la librairie Pingming, dans le cadre d'une « petite collection de recherches sur la question espagnole » créée spécialement pour la circonstance, et dans laquelle paraîtront des textes de Rudolf Rocker, d'Augustin Souchy, d'Albert Minnig (1911-1968) ou de Carlo Rosselli. Il publie également les versions chinoises de recueils de croquis émanant des services officiels de propagande de la CNT-FAI, des œuvres de Castelao ou de Sim (José Luis Rey Vila).
En 1944, à Guiyang, il épouse Chen Yunzhen (1921-1972) — traductrice connue sous le pseudonyme de Xiao Shan. Ils auront ensemble deux enfants : une fille, Li Xiaolin (née en 1945) ; et un garçon, Li Xiaotang (né en 1950).

### Représentant du gouvernement chinois
Après la fondation de la république populaire de Chine, Ba Jin va pratiquement interrompre son œuvre de fiction, et couper les ponts avec ses correspondants anarchistes à l'étranger. Sans pour autant jamais adhérer au parti communiste, il va mettre sa plume au service du nouveau régime. On lui confie plusieurs responsabilités culturelles ou politiques : il devient ainsi vice-président de l’Association des écrivains de Chine (1953) et président de la Fédération shanghaïenne de l’Association des écrivains de Chine (1958) ; et il siège comme député du Sichuan à la première et à la deuxième Assemblée populaire nationale (1954, 1958). Il dirige plusieurs revues, parmi lesquelles la revue Shouhuo (Harvest). Il effectue de nombreux voyages officiels à l’étranger, en Pologne ou en URSS, au Viêt Nam ou en Corée et au Japon.
En 1955, Ba Jin participe à la campagne dirigée contre Hu Feng. Et l'année suivante, lors de la Campagne anti-droitiste qui suit la campagne des Cent Fleurs, il participe aux opérations de dénonciation dirigées contre Ding Ling, Ai Qing ou Feng Xuefeng (1903-1976).
Entre 1958 et 1962 paraissent les 14 volumes des Œuvres de Ba Jin (Ba Jin wenji). Dans une note du volume 10 (1961), Ba Jin répudie son passé anarchiste.
Dès le début de la révolution culturelle, comme nombre d'intellectuels chinois, Ba Jin va devenir la cible des critiques et subir toutes sortes de mauvais traitements. Le 20 juin 1968, à Shanghai, il est soumis à une séance d’accusation publique, et, en janvier 1970, il est envoyé à Fengxian (près de Shanghai), dans une « École du 7 mai pour cadres ». Il ne la quittera qu'en septembre 1972, au moment du décès de sa femme. Ba Jin, qui n'a plus le droit d'écrire, se remet à la traduction. Il se lance dans la traduction de Tourgueniev et de Herzen.
Il est proposé pour le prix Nobel en 1975.

### Reconnaissance
Après la mort de Mao Zedong, en 1976, Ba Jin retrouve son statut d'antan. Dans son pays, ou bien à l'étranger (où il se rend à plusieurs reprises : en France, en Suède, en Suisse ou au Japon), on le comble d’honneurs. La France, par exemple, le fait commandeur de la Légion d’honneur. Il se remet à écrire, une série de 150 petits essais, qui forment la série dite des Au fil de la plume (Suixianglu), et dans lesquels il revient longuement sur la révolution culturelle, et sur un système politique qui l'a conduit à agir comme il l'a fait lors des campagnes dirigées contre ses collègues Hu Feng, Ding Ling, Ai Qing ou Feng Xuefeng. On lui confie de nouveau des fonctions officielles : il sera ainsi président de l’Association des écrivains de Chine (1981) et vice-président de la Conférence consultative politique du peuple chinois (1983).
Au cours des années 1980, il devient vice-président de la ligue chinoise d'espéranto (eo). La maison d’édition Sanlian publie en 1988 un recueil des écrits en espéranto de Ba Jin et des traductions vers le chinois, Elektitaj Tradukoj de Bakin. Sa présence est notée aux congrès mondiaux d’espéranto de Stockholm en 1980 et de Pékin en 1986. Il a été élu membre du Comité d’honneur de l'association universelle d'espéranto.
En 1987, les Œuvres complètes de Ba Jin (Ba Jin quanji) commencent à paraître. Il y aura au total 26 volumes, dont le dernier sortira en 1994. En 1991, parution du Livre des paroles vraies qui réunit l’ensemble des écrits postérieurs à la révolution culturelle. Et en 1997, parution, en 10 volumes, des Œuvres traduites complètes de Ba Jin (Ba Jin yiwen quanji), ensemble qui regroupe la presque totalité des traductions effectuées par Ba Jin.
Le 17 octobre 2005, Ba Jin, qui souffrait depuis longtemps de la maladie de Parkinson, meurt d'un cancer à Shanghai. Ses cendres ont été dispersées en mer de Chine, avec celles de son épouse.

## Signification du pseudonyme Ba Jin
Le pseudonyme « Ba Jin » est généralement considéré comme étant l'adaptation en chinois de la première syllabe de Bakounine (en chinois Ba-ku-ning) et de la dernière de Kropotkine (en chinois Ke-lu-pao-te-jin).
Ba Jin a toutefois déclaré à plusieurs reprises à partir de 1958 que la première syllabe de son pseudonyme n'a pas été choisi en hommage à Bakounine, mais qu'il s'est inspiré du nom d'un de ses concitoyens rencontrés en France, Ba Enbo ; en revanche, selon lui, la seconde proviendrait bien du nom de Kropotkine.

## Œuvres
Ba Jin est l'auteur de romans, de nouvelles, de textes en prose et d'articles. Il est également l'auteur de très nombreuses traductions.
Ses Œuvres complètes comptent 26 volumes (Ba Jin quanji 巴金全集, Pékin, Renmin wenxue chubanshe, 1986-1994), et ses Œuvres traduites complètes comptent 10 volumes (Ba Jin yiwen quanji 巴金译文全集, Pékin, Renmin wenxue Chubanhe, 1997).

## Liste des œuvres

### Romans
- Destruction (Miewang, 灭亡), 1928
- Le Soleil mort (Siqu de taiyang 死去的太阳), 1931
- Trilogie « L’Amour » (爱情的三部曲) : Brouillard (Wu 雾, 1931), Pluie (Yu 雨, 1933), Éclair (Dian 电, 1935)
- Le Rêve en mer (Hai di meng 海的梦), 1932
- L’Automne dans le printemps (Chuntian li de qiutian 春天里的秋天), 1932
- Les Mineurs d’antimoine (Shanding 砂丁), 1933
- Germinal (Mengya 萌芽), 1933
- Résurrection (Xinsheng, 新生), 1933
- Trilogie « Le Torrent » (激流三部曲) : Famille (en) (Jia 家, 1933), Printemps (Chun 春, 1938), Automne (Qiu 秋, 1940)
- La Pagode de la longévité (Changsheng ta 长生塔), 1937
- Lina (Lina 利娜), 1940
- Feu (Huo 火), 3 vol., 1940, 1941 et 1945
- Le Jardin du repos (Qiyuan 憩园), 1944
- La Salle commune no 4 (Disi bingshi 第四病室), 1946
- Nuit glacée (Hanye 寒夜), 1947

### Recueils de nouvelles
- Vengeance (Fuchou ji 复仇集), 1931
- Clarté (Guangming ji 光明集), 1932
- La Chaise électrique (Dianyi ji 电椅集), 1933
- Le Torchon (Mobu ji 抹布集), 1933
- Le Général (Jiangjun ji 将军集), 1934
- Le Silence (Chenmo ji 沉默集), 1934
- Dieux, démons, hommes (Shen - gui - ren 神·鬼·人集), 1935
- Immersion (Chenluo ji 沉落集), 1936
- Histoire de cheveux (Fa de gushi 发的故事集), 1936

### Textes en prose et autres œuvres
- Huilin [Wei Huilin], Feigan [Ba Jin] et Jun Yi [Wu Kegang], L'Anarchisme et les questions pratiques (Wuzhengfuzhuyi yu shiji wenti 无政府主义与实际问题), 1927
- Du capitalisme à l’anarchisme (Cong zibenzhuyi dao annaqizhuyi 从资本主义到安那其主义), 1930
- Voyage en mer (Haixing 海行), 1932
- Mes voyages au fil du pinceau (Lütu suibi 旅途随笔), 1934
- Autobiographie de Ba Jin (Ba Jin zizhuan 巴金自传), 1934
- Gouttelettes (DiandI 点滴), 1935
- Confessions d’une vie (Sheng zhi chanhui 生之忏悔), 1936
- Souvenirs (Yi 忆), 1936
- Courts Billets (Duanjian 短简), 1937
- J’accuse (Kongsu 控诉), 1937
- Le Rêve et l’Ivresse (Meng yu zui 梦与醉), 1938
- Lettres d’un voyageur (Lütu tongxun), 1939
- Impressions (Ganxiang 感想), 1939
- Terre noire (Heitu 黑土), 1939
- Sans titre (Wuti 无题), 1941
- Le Dragon, les tigres, les chiens (Long - hu - gou 龙·虎·狗), 1941
- L’Herbe qui ressuscite (Huanhun cao 还魂草), 1942
- Hors du jardin dévasté (Feiyuan wai 废园外), 1942
- Petites Gens, affaires sans importance (Xiaoren, xiaoshi 小人小事), 1943
- Notes de voyage diverses (Lütu zaji 旅途杂记), 1946
- Souvenances (Huainian 怀念), 1947
- La Tragédie d’une nuit tranquille (Jingye de beiju 静夜的悲剧), 1948
- Auschwitz : l’usine nazie à assassiner (Nacui sharen gongchang – Aosiweixin 纳粹杀人工厂—奥斯威辛), 1951
- Jours de fête à Varsovie (Huasha cheng de jieri 华沙城的节日—波兰杂记), 1951
- Lettres d’encouragements et autres (Weiwen xin ji qita 慰问信及其他), 1951
- Vivre parmi les héros (Shenghuo zai yingxiongmen de zhongjian 生活书局在英雄们中间), 1953
- Nous avons rencontré le maréchal Peng Dehuai (Women huijian le Peng Dehuai silingyuan 我们会见了彭德怀司令员), 1953
- Ceux qui sauvegardent la Paix (Baowei heping de renmen 保卫和平的人们), 1954
- Jours de liesse (Da huanle de rizi 大欢乐的日子), 1957
- Tout combat sauvant la vie (Yiqie wanjiu shengming de zhandou —场挽救生命的战斗), 1958
- Voix Nouvelles (Xinsheng ji 新声集), 1959
- Amitiés (Youyi ji 友谊集), 1959
- Chant d’acclamation (Zange ji 赞歌集), 1960
- Un sentiment intarissable (Qingtu bujin de ganqing 倾吐不尽的感情), 1963
- Au bord du pont Hiên Luong (Xianliangqiao pan 贤良桥畔), 1964
- Voyage à la commune Dazhai (Dazhai xing 大寨行), 1965
- Lueurs (Juehuo ji烟火集), 1979
- Au fil de la plume (Suixiang lu 随想录), 1978-86

### Traductions françaises (par ordre de parution)
Pour un inventaire complet : Angel Pino, « La Réception de Pa Kin en France : un premier bilan », in Chine-Europe-Amérique : rencontres et échanges de Marco Polo à nos jours, sous la direction de Li Shenwen, Presses de l’Université Laval, coll. « Intercultures », Québec, Canada, 2009, p. 93-120.
- Pa Kin, Nuit glacée [1947], roman, trad. par Marie-José Lalitte, préface d’Étiemble, postface de l’auteur (janvier 1948), Paris, Gallimard, coll. « Du monde entier », 1978, 327 pp. (Rééd. : « Folio », 1983, 373 pp.)
- Pa Kin, Le Jardin du repos [1944], roman, trad. par Nicolas Chapuis et Roger Darrobers, révisée par Bai Yuegui et Robert Ruhlmann, Robert Laffont, « Pavillon/Langues O », Paris, 1979, 302 pp. (Rééd. : « Classiques Pavillons », 1984, 325 pp. ; « Bibliothèque Pavillons », 2004.) [Autre version, par Marie-José Lalitte, en 1981.]
- Pa Kin, Famille [1932], roman, trad. par Li Tche-Houa et Jacqueline Alézaïs, présentation de Marie-José Lalitte, préface de l’auteur (26 septembre 1977), Paris, Flammarion-Eibel, « Lettres étrangères », 1979, 412 pp. Traduction suivie de « Commentaires de l’auteur » (juin 1957). (Rééd. : Librairie générale française, coll. « Le livre de poche », Paris, 1981, 1989, 1994.)
- Pa Kin, Vengeance, nouvelles, trad. par Pénélope Bourgeois et Bernard Lelarge, préface de Jacques Gernet, postface de Pénélope Bourgeois, Paris, Seghers, coll. « Autour du monde », 1980, 112 pp. Seule une partie des nouvelles qui figurent dans l’édition chinoise ont été reprises. Contient : Première partie (en France) : « Vengeance » (1930), « Monsieur Robert » (1930) ; « Le Lion » (1930) ; Deuxième partie (en Chine) : « Histoire de cheveux » (1936), « Parfum de roses » (1933), « Deuxième Mère » (1932), « Mona Lisa » (1937), « Le Général » (1933).
- Pa Kin, Le Secret de Robespierre, et autres nouvelles, nouvelles, trad. par Maryse Bannier, Dominique Colliot, Nicole Dulioust, Dominique Escande, Sylvie Gentil, Catherine Maurios, Paul Jean-Ortiz, Emmanuelle Péchenart et Bernadette Rouis, préface de Sylvie Gentil et Emmanuelle Péchenart, avec une lettre de l’auteur (28 mai 1980), Paris, Mazarine, coll. « Roman », 1980, 208 pp. Contient : « La Logeuse » (1929) ; « La Cruauté de l’amour » (1930) ; « Ariana » (1931) ; « Un homme bon » (1931) ; « Une lettre » (1931) ; « Larmes » (1931) ; « La Nuit de Marseille » (1932) ; « La Deuxième Mort » ; « Mona Lisa » (1937) ; « Le Secret de Robespierre » (1934) ; « La Mort de Marat » (1934) ; « Ariana Volberg » (1933). Avec une préface originale de l’auteur (28 mai 1980). (Rééd. : Paris, Stock, coll. « La bibliothèque cosmopolite », 1997, 208 pp.)
- Pa Kin, Le Jardin du repos [1944], roman, trad. par Marie-José Lalitte, Gallimard, « Folio », Paris, 1981, 251 pp. (Rééd. : 1985, 1999.) [Autre version, par Nicolas Chapuis et Roger Darrobers, en 1979.]
- Ba Jin, L’Automne dans le printemps, nouvelles, trad. par Li Meiying, Hansheng, Tang Zhi’an, Luo Xinzhang, préface de l’auteur (14 mai 1982), Pékin, Littérature chinoise, coll. « Panda », 1982, 233 pp. Contient : « La Pluie » (1936), « La Digue Su » (1931), « À la fonte des neiges » (1934), « Une nuit sous la lune » (1933), « Un cœur d’esclave » (1931), « L’Automne dans le printemps » (1932) [textes déjà parus dans Littérature chinoise, Pékin, 1979/7 et 1979/8)]. Contient également : Ba Jin, « À propos de “L’Automne dans le printemps” » (14 juillet 1978) [repris de Littérature chinoise, 1979/7] ; Yang Yi, « Un homme fort : une visite à Ba Jin » (1979) [repris de Littérature chinoise, 1979/8] ; Hansheng « Les Nouvelles de Ba Jin dans les années trente » (1982). (Rééd. : Pékin, Littérature chinoise, « Panda », 1990, 233 pp. ; Pékin, Éditions en langues étrangères, 2004, 233 pp.)
- Pa Kin, Printemps [1938], roman, trad. par Edith Simar-Dauverd, préface de l’auteur (28 février 1938), Paris, Flammarion, coll. « Aspects de l’Asie », 1982, 480 pp.
- Pa Kin, La Pagode de la longévité [1935], roman court, trad. par NG Yok-Soon, préface de l’auteur (1937), Paris, Messidor, coll. « littéraire », 1984, 121 pp. Contient : « La Pagode de la longévité » (1934), « Le Secret de la pagode » (1935), « La Perle magique » (1936), « L’Arbre qui savait parler » (1936), « À propos de la pagode de la longévité » (24 décembre 1978, corrigé le 25 juillet 1979). (Rééd. : « Folio », 1992, 123 pp.)
- Ba Jin, Le Rêve en mer : conte pour enfants à une jeune fille [1932], roman court, trad. par Ng Yok-Soon, l’Harmattan, coll. « Lettres asiatiques », Paris, 1986, 156 pp. Suivi de « À propos de “Le Rêve en mer” » (16 juin 1979).
- Ba Jin, Le Brouillard [1931], roman court, trad. par Ng Yok-Soon, calligraphie de couverture par Wu Zuoren, paris, Les Cent fleurs, 1987, 213 pp. [Premier volume de la trilogie de « L’Amour ».] En annexe, trois textes du traducteur : « Œuvres de Ba Jin », « Ba Jin et la France » et « Biographie succincte de Wu Zuoren : grand peintre et calligraphe chinois ».
- Pa Kin, Automne [1940], roman, trad. par Edith Simar-Dauverd, Paris, Flammarion, coll. « Aspects de l’Asie », 1989, 676 pp.
- Pa Kin, Au gré de ma plume, textes en proses, trad. par Pan Ailian, Pékin, Littérature chinoise, coll. « Panda », 1992, 280 pp. Contient : « Avant-propos » (1978), « Réactions au film “Le Bordel no 8” » (1978), « Souvenirs de Xiao Shan » (1979), « Présentons davantage d’œuvres littéraires occidentales » (1979), « L’Utilité de la littérature » (1979), « Donner son cœur aux lecteurs » (1979), « À Nice » (1979), « Château-Thierry » (1979), « Observer les hommes » (1979), « À la mémoire de Feng Xuefeng » (1979), « À la mémoire de Lao She » (1979), « Le Grand Miroir » (1979), « Explorer » (1980), « Explorer (suite) » (1980), « Au milieu de l’âge » (1980), « À la mémoire de Mao Dun » (1981), « La Maison de la littérature » (1981), « Avant-propos au “Recueil de préfaces et postfaces” » (1981), « Dix années de cauchemar » (1981), « De nouveau sur la Maison de la littérature contemporaine » (1982), « Que je devienne terre » (1983), « Mon frère Yaolin » (1983), « Mon nom » (1983), « La Demeure de ma famille » (1984), « À la mémoire de Ma Zongrong » (1982), « Préface aux Œuvres choisies de Jin Yi » (1982), « Parler franchement » (1982), « Pour le 30e anniversaire des éditions Arts et Littérature de Shanghai » (1982), « Les Intellectuels » (1982), « Duanduan » (1985), « À la recherche d’un idéal » (1985), « La Librairie Kaiming et moi » (1986), « Mon éditeur » (1986), « À la mémoire de Hu Feng » (1986).
- Pa Kin, À la mémoire d'un ami [septembre 1988], texte en prose, trad. et présenté par Angel Pino et Isabelle Rabut, Paris, Mille et une nuit, 1995, 71 pp. [Précédemment paru sous le titre « À la mémoire de Shen Congwen », Les Temps modernes, Paris, no 572, mars 1994, p. 141-173.]
- Pa Kin, Destruction (Miewang, 1928), roman, trad. et présenté par Angel Pino et Isabelle Rabut, Bleu de Chine, Paris, 1995, 250 pp. En annexe, cinq autres textes de l’auteur se rapportant au roman : « Préface de 1928 » (août 1928), « Avant-propos à la septième édition » (mai 1936), « Destruction : l’auteur s’explique » (1929), « Regards sur ma vie d’écrivain » (1932-1935), « À propos de Destruction » (1958).
- Pa Kin, Pour un musée de la « Révolution culturelle » (Au fil de la plume), textes en prose choisis, présentés et traduits par Angel Pino, Paris, Bleu de Chine, 1996, 151 pp. Contient : « Avant-propos général » (1978), « À la mémoire de Xiao Shan » (1979), « À la mémoire de mon maître Lu Xun » (1981), « Le Chant du faucon » (1981), « Mon nom » (1983), « Encore à la mémoire de Xiao Shan » (1984), « Les Fils à papa » (1986), « Les Étables » (1986), « Se souvenir » (1986), « Les Opéras modèles » (1986), « L’Air bureaucratique » (1986), « Un musée de la Révolution culturelle » (1986), « Il y a vingt ans » (1986), « Nouvelle Note sur l’édition groupée de Au fil de la plume » (1987).
- Ba Jin, Le Dragon, les tigres, le chien [1942], suivi de « Hors du jardin dévasté » [1942], textes en prose, trad. par Philippe Denizet, Paris, You Feng, 2001, 189 pp.
- Pa Kin, « La Chaise électrique » [Dianyi] (1932), nouvelle, traduction du chinois, présentation et notes par Angel Pino, Réfractions, Paris, no 16, mai 2006, p. 143-157. [lire en ligne]

### Correspondance avec Yang Yi
À partir de 1935, Ba Jin entretient une correspondance de soixante ans avec Yang Yi, qui deviendra la traductice renommée de Wuthering Heights en chinois ainsi qu'une écrivaine. Au fil des ans, de nombreuses lettres sont perdues ou détruites lors de l'occupation japonaise ou de la Révolution culturelle. 
En 1981, elle écrit An Interview with Ba Jin, qui est publié par Panda Books dans un volume édité présentant ses œuvres aux lecteurs occidentaux. En 1987, Yang Yi compile 60 des lettres de Ba Jin restant en sa possessions dans un volume intitulé The Collection of the Mud in Snow (雪泥集). Elle  annote les lettres et écrit un post-scriptum pour le livre, qui est publié par Sanlian Press. Après la mort de Ba Jin en 2005, elle publie une édition révisée et complétée de cinq lettres supplémentaires,.

## Récompenses et distinctions
- Italie : Prix international Dante-Alighieri en mars 1982[22].
- France :  Commandeur de la Légion d'honneur en mai 1983.
- Hong Kong : Doctorat honoris causa de l’université chinoise de Hong Kong en octobre 1984.
- États-Unis : Membre d’honneur de l’American Academy and Institute of Arts and Letters en mai 1985.
- URSS : Médaille du peuple soviétique en février 1990.
- Japon: Prix de la culture asiatique de Fukuoka en juillet 1990.